# Unidades de medida de Uruguay
El Sistema de Unidades de Medida de Uruguay es el sistema de unidades de referencia para medir las magnitudes físicas en uso en Uruguay, que toma como referencia al Sistema Internacional de Unidades. 
El órgano competente para definir el sistema de unidades de medida es la Asamblea General, en tanto que el Poder Ejecutivo a través del Ministerio de Industria, Energía y Minería, y específicamente su Dirección de Metrología Legal, se encarga de la policía metrológica. El Laboratorio Tecnológico del Uruguay por su parte se encarga de los aspectos científicos y de mantener contactos con los organismos internacionales de metrología.
Antiguamente desde el tiempo colonial el sistema de medidas en uso era el antiguo sistema español de medidas, sin embargo, en 1862 se estableció la obligatoriedad de la enseñanza en el sistema métrico decimal (antededente del Sistema Internacional de Unidades) y su obligatoriedad a partir de 1867. En 1894 se reforzó esta obligatoriedad frente al lento avance de su adopción a través de la aplicación de multas a quienes realizaran operaciones o contratos utilizando las medidas antiguas.

## Fijación
La Asamblea General es la encargada de determinar el sistema de pesas y medidas oficial a nivel nacional, competencia que le fue asignada por el artículo 85 de la Constitución Nacional en su numeral décimo. Por ley interpretativa, esta disposición no comprende las definiciones técnicas de las unidades de medida, facultándose al Poder Ejecutivo a adoptar las definiciones que apruebe la Conferencia General de Pesas y Medidas, dando aviso a la Asamblea General.

## Organismos reguladores
El Poder Ejecutivo, a través del Ministerio de Industria, Energía y Minería se encarga de establecer y dirigir la política de metrología y la actividad destinada al cumplimiento de sus fines, participar en congresos internacionales en la materia, celebrar acuerdos o convenios nacionales o internacionales de metrología. Dentro de este ministerio, el encargado de los asuntos de metrología es la Dirección Nacional de Metrología Legal.
El Laboratorio Tecnológico del Uruguay puede proponer la actualización de los patrones, las unidades, sus múltiplos y submúltiplos, prefijos y símbolos del Sistema de Unidades de Medida de Uruguay, conservar y calibrar los patrones nacionales de medida, realizar la investigación científica y tecnológica sobre metrología, difundir en centros de enseñanza sobre el Sistema de Unidades de Medida y mantener contacto con la Oficina Internacional de Pesas y Medidas y otros organismos de similares propósitos. Este es parte integrante del Sistema Uruguayo de Normalización, Acreditación, Metrología y Evaluación de la Conformidad junto con el Instituto Nacional de Calidad, el Instituto Uruguayo de Normas Técnicas, el Organismo Uruguayo de Acreditación y los Organismos de Evaluación.

## Uso
El uso de estas unidades es obligatorio para la Administración Pública y para los escribanos, no pudiendo usar o registrar documentos relativos a actos o hechos jurídicos realizados fuera del territorio uruguayo que tuvieran que ser ejecutados en este si las unidades de medida no son las autorizadas, o si no se hubiera relaizado la conversión en el mismo documento. En los documentos de hechos o actos jurídicos ocurridos o realizados en el país a ejecutarse dentro o fuera del territorio, puede establecerse junto a la medida en la unidad oficial, la equivalencia en otras unidades.

## Sistema de unidades
El sistema actual de unidades de medida, que comprende unidades del Sistema Internacional de Unidades de la Conferencia General de Pesas y Medidas hasta su decimocuarta reunión (con las actualizaciones de las reuniones decimosexta y decimoséptima), más algunas unidades de medidas adicionales no presentes en el sistema.
| Factor | Prefijo | Símbolo |
| ------ | ------- | ------- |
| 1018   | exa     | E       |
| 1015   | peta    | P       |
| 1012   | tera    | T       |
| 109    | giga    | G       |
| 106    | mega    | M       |
| 103    | kilo    | k       |
| 102    | hecto   | h       |
| 101    | deca    | da      |
| 10-1   | deci    | d       |
| 10-2   | centi   | c       |
| 10-3   | mili    | m       |
| 10-6   | micro   | μ       |
| 10-9   | nano    | n       |
| 10-12  | pico    | p       |
| 10-15  | femto   | f       |
| 10-18  | atto    | a       |

### Unidades básicas y suplementarias
Las unidades fundamentales y las suplementarias son las siguientes:
| Unidad    | Símbolo | Magnitud                          |
| --------- | ------- | --------------------------------- |
| metro     | m       | longitud                          |
| kilogramo | kg      | masa                              |
| segundo   | s       | tiempo                            |
| ampere    | A       | intensidad de corriente eléctrica |
| kelvin    | K       | temperatura termodinámica         |
| candela   | cd      | intensidad luminosa               |
| mol       | mol     | cantidad de materia               |

| Unidad        | Símbolo | Magnitud      |
| ------------- | ------- | ------------- |
| radián        | rad     | ángulo plano  |
| estereoradián | sr      | ángulo sólido |

### Unidades derivadas
Son todas aquellas que provienen de y se determinan con las unidades básicas o de las suplementarias según las ecuaciones de su definición con el mismo factor numérico, a veces incluso con denominación propia.
Entre ellas están el metro cuadrado, metro cúbico, hercio, metro por segundo, metro por segundo al cuadrado, metro cúbico por segundo, radián por segundo, radián por segundo al cuadrado, kilogramo por metro cúbico, newton, pascal, newton metro, newton segundo por metro cuadrado, metro cuadrado por segundo, joule, vatio, etc.

### Unidades complementarias
Las siguientes son las unidades complementarias, ajenas al Sistema Internacional de Unidades o a la conferencia referida, correspondiendo las siguientes magnitudes, denominaciones y definiciones:
| Unidad          | Símbolo | Magnitud              | Aplicación                                                                                                 |
| --------------- | ------- | --------------------- | --- |
| milla marina    |         | longitud              | Fijada convencionalmente como 1852 metros. Solamente de uso en la navegación aérea o marítima.             |
| tonelada        | t       | masa                  | Equivalente a 1000 kilogramos.                                                                             |
| quilate métrico |         | masa                  | Equivalente a 0,0002 kilogramos. Solamente de uso en el comercio de diamantes, perlas y piedras preciosas. |
| onza troy       | ot      | masa                  | Equivalente a 0,03110348 kilogramos. Solamente de uso para el comercio de oro.                             |
| minuto          | min     | tiempo                | Equivalente a 60 segundos.                                                                                 |
| hora            | h       | tiempo                | Equivalente a 3600 segundos.                                                                               |
| día             | d       | tiempo                | Equivalente a 86400 segundos.                                                                              |
| grado           | °       | ángulo plano          | Equivalente a π/180 rad.                                                                                   |
| minuto          | '       | ángulo plano          | Equivalente a 1/60°.                                                                                       |
| segundo         | ''      | ángulo plano          | Equivalente a 1/60' rad.                                                                                   |
| hectárea        | ha      | superficie            | Equivalente a 10000 m².                                                                                    |
| litro           | l / L   | volumen               | Aproximadamente 0,001 m³.                                                                                  |
| bar             | bar     | presión               | Equivalente a 105 N/m².                                                                                    |
| torricelli      | torr    | presión               | Milímetro de una columna de mercurio, equivalente a 133,322 N/m².                                          |
| centipoise      | cP      | viscosidad dinámica   | 10-3 N.s/m².                                                                                               |
| kilovatio hora  | KWH     | trabajo, energía      | Equivalente a 3,6 × 106 J.                                                                                 |
| caloría         | cal     | cantidad de calor     | Equivalente a 4186,8 J.                                                                                    |
| dioptría        |         | potencia de una lente | Potencia de un sistema óptico con distancia focal de un metro, con una refracción igual a 1.               |
| nudo            | Kn      | velocidad             | Equivalente a 1 milla marina/hora. Solamente de uso en la navegación aérea y marítima.                     |

## Historia
Desde la época colonial se utilizaba el sistema colonial español de medidas, pero la ley n° 714 de 20 de mayo de 1862 estableció a partir de 1867 la oficialidad del sistema métrico decimal, a propuesta del ministro de hacienda Tomás Villalba y los miembros de la Comisión del Sistema Métrico Adolfo Pedralbes y Arséne Isabelle, estableciéndose la obligatoriedad de su enseñanza a partir de 1864. Sin embargo, a nivel nacional su aplicación general tardó en implementarse llegado el siglo XX. En este tiempo, la academia, fundamentalmente vinculada con la Universidad de la República, estuvo en campaña por su adopción con numerosas publicaciones o traducciones de obras extranjeras sobre el sistema métrico.
En 1894 se impuso su obligatoriedad, debiendo utilizarse en las transacciones civiles o comerciales, así como en la redacción de documentos en los que se haga uso o referencia a peso o medida, las medidas del sistema métrico decimal, bajo sanción de multa en caso de infracción.
El pasaje al sistema métrico decimal supuso un elemento ordenador y restructurador, que trajo consigo efectos económicos y obligó al Estado a encargarse del sistema de pesos y medidas para ejercer el control metrológico sobre el sector agrario e industrial.
El decreto ley n° 15298 de 7 de julio de 1982, convalidado por la Asamblea General luego del retorno de la democracia, estableció el sistema actual de unidades de medida.